# Gente non comune
Gente non comune: Storie di uomini ai margini della storia (Uncommon People: Resistance, Rebellion and Jazz) è una raccolta di ventisei saggi dello storiografo britannico Eric Hobsbawm pubblicato per la prima volta nel 1998.

## Contenuto
Come afferma l'autore nella Prefazione, i saggi riguardano «persone i cui nomi sono di solito ignoti a tutti, se non a familiari e a vicini [...] ma collettivamente, se non come singoli, quegli uomini e quelle donne sono stati protagonisti della nostra storia. Quello che hanno pensato e fatto è tutt'altro che trascurabile; era in grado di influire, e ha influito, sulla cultura e sugli avvenimenti». Tre sezioni si occupano di particolari gruppi sociali: classe operaia e radicalismo politico (capitoli 1-10); i lavoratori delle campagne (capitoli 11-13); i jazzisti (capitoli 19-25); una quarta sezione (14-18) è dedicata ad eventi storici della seconda metà del XX secolo. 
Capitoli
1. Thomas Paine
2. I machine-breakers
3. Calzolai radicali
4. Le tradizioni dei lavoratori
5. La produzione della classe operaia, 1870-1914
6. Valori vittoriani
7. Uomini e donne: immagini a sinistra
8. Il primo maggio: nascita di una ricorrenza
9. Il socialismo e l'avanguardia, 1880-1914
10. Il megafono della sinistra[2]
11. I contadini e la politica
12. L'occupazione delle terre da parte dei contadini
13. Il bandito Giuliano
14. Il Vietnam e la dinamica della guerriglia
15. Il maggio 1968
16. Le norme della violenza
17. Sesso e rivoluzione
18. Epitaffio per un briccone: Roy Cohn
19. Il Caruso del jazz[3]
20. Count Basie
21. Il Duca[4]
22. Il jazz arriva in Europa
23. Lo swing del popolo
24. Il jazz dal 1960
25. Billie Holiday
26. Il Vecchio Mondo e il Nuovo: a cinquecento anni da Colombo

## Critica
In una intervista, Hobsbawm definì il Novecento come il secolo della "gente comune", il periodo in cui le masse anonime hanno fatto irruzione nella scena politica, determinandone mutamenti anche radicali. Fra gli argomenti trattati, le lotte politiche dei calzolai, il Maggio francese, il bandito Salvatore Giuliano, la storia del jazz, "una delle poche forme d'arte le cui radici affondano nella vita delle classi povere". Gli scritti di Eric Hobsbawm erano un esempio di ciò che i francesi chiamano "haute vulgarization" (alta divulgazione) per la «facilità non comune di espressione dell'autore, il suo stile vivace e la sua capacità di sintetizzare complesse vicende».

## Edizioni
- Uncommon People: Resistance, Rebellion and Jazz, London, Trafalgar Square, 1998,  p. 352, ISBN 978-0-34-911-228-2.
- Gente non comune, traduzione di Stefano Galli e Sergio Mancini, Collana Storica, Milano, Rizzoli, 2000,  p. 447, ISBN 88-17-86336-X.